# Esseker Lokalblatt und Landbote
Esseker Lokalblatt und Landbote je bio hrvatski polutjedni list na njemačkom iz Osijeka.
Nakladnik i odgovorni urednik bio je Carl Lehmann. Izlazio je kao Belletristische Wochenschrift für Kunst, Industrie, Handel, Bewerbe und Landwirschaft, odnosno Organ für ämtliche Verordnungen, Kunst, Industrie, Handel, Gewerbe, Landwirthschaft und Unterhaltung. Prvi je broj izašao u nedjelju 3. siječnja 1864. godine.

## Vanjske poveznice
- Google Knjige